# Matthew Ryan (jezdec)
Matthew "Matt" Morgan Ryan (* 3. června 1964, Sydney, Nový Jižní Wales) je australský jezdec na koni. Má tři zlaté olympijské medaile, všechny ze závodu všestrannosti (military). Dvě jsou ze závodu družstev (Barcelona 1992, Sydney 2000), jedna ze závodu individuálního (Barcelona). V roce 2009 získal britské občanství. V roce 1993 mu byl udělen Řád Austrálie (Order of Australia) a v roce 2000 byl uveden do australské sportovní Síně slávy.